# Бібліотеки Тернопільської області
Бібліотеки Тернопільської області

## Обласні бібліотеки
- Тернопільська обласна універсальна наукова бібліотека
- Тернопільська обласна бібліотека для молоді
- Тернопільська обласна бібліотека для дітей

## Районні бібліотеки
- Бережанська центральна районна бібліотека
- Борщівська центральна районна бібліотека
- Бучацька центральна районна бібліотека
- Гусятинська центральна районна бібліотека
- Заліщицька центральна районна бібліотека
- Збаразька центральна районна бібліотека
- Зборівська центральна районна бібліотека
- Козівська центральна районна бібліотека
- Кременецька центральна районна бібліотека
- Лановецька центральна районна бібліотека
- Монастириська центральна районна бібліотека
- Підволочиська центральна районна бібліотека
- Підгаєцька центральна районна бібліотека
- Теребовлянська центральна районна бібліотека
- Тернопільська центральна районна бібліотека
- Чортківська центральна районна бібліотека
- Шумська центральна районна бібліотека

## Міські бібліотеки
- Микулинецька міська бібліотека

## Бібліотеки Тернополя

### Централізована бібліотечна система м. Тернополя
- Центральна міська бібліотека для дорослих
- Бібліотека № 2 для дорослих
- Бібліотека № 3 для дорослих
- Бібліотека № 4 для дорослих
- Бібліотека № 5 для дорослих
- Бібліотека № 7 для дорослих
- Бібліотека № 8 для дорослих
- Центральна дитяча бібліотека

### Бібліотеки для дітей
- Бібліотека № 2 для дітей
- Бібліотека № 3 для дітей
- Бібліотека № 4 для дітей
- Бібліотека № 5 для дітей

### Спеціальні бібліотеки
- Науково-довідкова бібліотека державного архіву Тернопільської області
- Наукова бібліотека Тернопільського обласного краєзнавчого музею
- Тернопільська обласна наукова медична бібліотека
- Бібліотека-музей «Літературне Тернопілля»

### Бібліотеки вищих навчальних закладів
- Наукова бібліотека Тернопільського національного педагогічного університету імені Володимира Гнатюка
- Бібліотека Тернопільського державного медичного університету імені І. Я. Горбачевського
- Наукова бібліотека Тернопільського національного економічного університету
- Науково-технічна бібліотека Тернопільського національного технічного університету імені Івана Пулюя
- Бібліотека експериментального інституту педагогічної освіти
- Науково-педагогічна бібліотека обласного інституту післядипломної освіти
- Бібліотека комерційного інституту
- Бібліотека інституту економіки і підприємництва

### Бібліотеки технікумів, училищ, коледжів, шкіл
- Бібліотека кооперативного технікуму
- Бібліотека музичного училища імені Соломії Крушельницької
- Бібліотека № 1 технічного коледжу Тернопільського національного технічного університету імені Івана Пулюя
- Бібліотека комерційного технікуму
- Бібліотека ПТУ № 1
- Бібліотека ПТУ № 2
- Бібліотека ПТУ № 3
- Бібліотека ВПТУ № 4
- Бібліотека ПТУ № 10
- Бібліотека ПТУ № 11
- Бібліотека Галицького коледжу
- Бібліотека Української гімназії імені Івана Франка
- Бібліотека ЗОШ № 2
- Бібліотека ЗОШ № 3
- Бібліотека ЗОШ № 4
- Бібліотека спеціалізованої ЗОШ № 5
- Бібліотека ЗОШ № 6 імені Назарія Яремчука
- Бібліотека ЗОШ № 7
- Бібліотека ЗОШ № 8
- Бібліотека ЗОШ № 9
- Бібліотека ЗОШ № 10
- Бібліотека ЗОШ № 11
- Бібліотека ЗОШ № 12
- Бібліотека ЗОШ № 13
- Бібліотека ЗОШ № 14 імені Богдана Лепкого
- Бібліотека ЗОШ № 15
- Бібліотека ЗОШ № 16
- Бібліотека спеціалізованої ЗОШ № 17
- Бібліотека спеціалізованої ЗОШ № 18
- Бібліотека ЗОШ № 19
- Бібліотека ЗОШ № 20
- Бібліотека ЗОШ № 21
- Бібліотека ЗОШ № 22
- Бібліотека ЗОШ № 23
- Бібліотека ЗОШ № 24
- Бібліотека ЗОШ № 25
- Бібліотека ЗОШ № 26
- Бібліотека ЗОШ № 27
- Бібліотека ЗОШ № 28
- Бібліотека ЗОШ № 29
- Бібліотека ЗОШ № 30
- Бібліотека музичної школи № 1
- Бібліотека музичної школи № 2

### Бібліотеки підприємств, установ, організацій
- Науково-технічна бібліотека ВАТ «Текстерно»
- Бібліотека ВАТ «Ватра»
- Технічна бібліотека ВАТ «Тернопільський комбайновий завод»
- Бібліотека профкому АТП 16127 30